# Фарм
„Фарм“ (на английски: The Farm, в най-близък превод „Фермата“) e музикална група от Ливърпул, Англия, активна през 1980-те и началото на 1990-те години.

## Албуми
- 1991 – Spartacus
- 1992 – Love See No Colour
- 1994 – Hullabaloo